# 트랜스포머 ONE
《트랜스포머 ONE》(영어: Transformers One)은 2024년 개봉한 미국의 SF 애니메이션 영화로, 조시 쿨리가 감독을 맡았다. 전쟁 이전의 사이버트론을 주 무대로 한다.
이 영화는 2024년 9월 11일 호주 시드니에서 초연되었고, 9월 20일 미국에서 파라마운트 픽처스에서 개봉되었다. 이 영화는 스토리, 애니메이션, 음성 연기, 액션 시퀀스, 음악, 유머에 대해 칭찬한 비평가들로부터 일반적으로 긍정적인 평가를 받았지만, 흥행에서는 저조하여 7,500만~1억 4,700만 달러의 제작비로 전 세계적으로 1억 2,940만 달러의 수익을 올렸다.

## 줄거리
사이버트론은 에너존이라는 물질로 움직이는 지각 있는 로봇들이 살고 있는 기술 문명의 행성이다. 이곳 지하 도시 아이아콘에서 트랜스포메이션 기어(변신 기관) 없이 태어난 광부 로봇 오리온 팍스는 친구 D-16과 함께 광산에서 일하던 중 사고로 동료 광부 재즈를 구출하게 된다. 이 일로 상관인 엘리타-1이 좌천되고, 오리온과 D-16은 광산 감독에게 미움을 사게 된다.
행성 지도자인 센티넬 프라임은 에너지 고갈 문제를 해결하기 위해 사라진 지도자의 매트릭스를 찾으려 한다. 그는 광부들의 사기를 북돋우기 위해 경주를 열고, 오리온과 D-16은 불법으로 참여하지만 패배한다. 센티넬은 이들을 칭찬하지만, 격분한 감독은 이들을 폐기 처분하려 한다. 그곳에서 그들은 괴짜 로봇 B-127을 만나고, 고대 프라임 중 한 명인 알파 트라이온의 구조 요청 메시지를 발견한다. 오리온은 D-16, B-127, 그리고 엘리타-1과 함께 메시지의 좌표를 따라 행성 표면으로 향한다.
그들은 동굴에서 비활성화된 트라이온과 다른 프라임들의 시신을 발견한다. 트라이온은 센티넬이 매트릭스를 훔치고 광부 계급을 만들어 행성을 지배하려 한다고 밝힌다. 그들에게 변신 기어를 주고 센티넬의 배신 증거가 담긴 칩을 주지만, 센티넬에게 붙잡혀 살해된다.
이들은 센티넬의 추격을 피해 아이아콘으로 돌아가던 중, 센티넬에게 반기를 든 과거 프라임들의 전사 집단인 하이 가드에게 붙잡힌다. D-16은 하이 가드를 지휘하게 되지만, 진실을 알게 된 후 점차 폭력적으로 변해가는 모습에 오리온은 우려한다. 센티넬의 군대가 들이닥치고, 증거 칩은 파괴되며 D-16, B-127, 스타스크림, 하이 가드의 절반이 포로로 잡힌다. D-16은 센티넬에게 자신의 우상인 메가트로너스 프라임의 얼굴 낙인이 찍히고, 메가트로너스의 변신 기어를 빼앗겼다는 사실을 알게 된다.
오리온은 남은 하이 가드와 함께 아이아콘으로 돌아와 동료들을 구출하고, 광부들을 선동하여 반란을 일으킨다. 엘리타는 센티넬의 배신을 폭로한다. D-16은 센티넬을 제압하지만, 그를 처형하려는 과정에서 오리온을 실수로 쏜다. 오리온은 죽고, D-16은 센티넬을 죽인 후 메가트로너스의 변신 기어를 차지하고 스스로를 메가트론이라고 칭하며 하이 가드와 함께 폭동을 일으킨다.
오리온은 매트릭스의 힘으로 옵티머스 프라임으로 부활하여 메가트론을 물리치고 하이 가드를 추방한다. 매트릭스는 광부들에게 변신 능력을 돌려주고 에너지 흐름을 되살린다. 옵티머스는 새로운 지도자가 되어 자신의 추종자들을 오토봇이라고 명명하고 퀸테슨에게 경고 메시지를 보낸다. 한편, 메가트론은 하이 가드를 디셉티콘으로 재편성하고, 옵티머스의 리더십에 대항하는 반란을 시작한다.

## 성우진
| 배역                            | 영어 성우                 | 한국어 성우 |
| ------------------------------- | ------------------------- | ----------- |
| 오라이언 팩스 / 옵티머스 프라임 | 크리스 헴스워스           | 안장혁      |
| D-16 / 메가트론                 | 브라이언 타이리 헨리      | 이현        |
| 엘리타-1                        | 스칼렛 요한슨             | 소연        |
| B-127 / 비                      | 키건마이클 키             | 김명준      |
| 스타스크림                      | 스티브 부세미             | 홍진욱      |
| 알파 트라이언                   | 로런스 피시번             | 송준석      |
| 센티널 프라임                   | 존 햄                     | 박조호      |
| 다크윙                          | 아이작 C. 싱글턴 주니어   | 박요한      |
| 에어라크니드                    | 버네사 리구오리           | 배정미      |
| 쇼크웨이브                      | 제이슨 코노피소스알바레스 | 서문석      |
| 사운드웨이브                    | 존 베일리                 | 시영준      |
| 재즈                            | 에번 마이클 리            | 백승철      |

## 기타
- 수입,배급:  롯데엔터테인먼트
- 트랜스포머 프랜차이즈 40주년을 기념하는 작품이다. 미국 기준으로[3] 1986년에 나온 트랜스포머 더 무비 이후로 38년 만의 극장 개봉 애니메이션 영화 겸 사이버트론 배경 영화, 동시에 알파 트라이온의 최초 영화 출연 타이틀까지 겸하는 등, 화려한 타이틀을 가지고 있다.